# Plainberg
Plainberg är en kulle i Österrike.   Den ligger i distriktet Salzburg-Umgebung och förbundslandet Salzburg, i den centrala delen av landet, 250 km väster om huvudstaden Wien. Toppen på Plainberg är 549 meter över havet, eller 119 meter över den omgivande terrängen. Bredden vid basen är 2,4 km.
Terrängen runt Plainberg är platt västerut, men österut är den kuperad. Terrängen runt Plainberg sluttar västerut. Runt Plainberg är det ganska tätbefolkat, med 116 invånare per kvadratkilometer.. Närmaste större samhälle är Salzburg, 4,2 km söder om Plainberg.
Runt Plainberg är det i huvudsak tätbebyggt.